# Glyfáda
Glyfáda (Glyfada, Aixone) är en kommunhuvudort i Grekland.   Den ligger i prefekturen Nomarchía Athínas och regionen Attika, i den sydöstra delen av landet, 13 km söder om huvudstaden Aten. Glyfáda ligger 5 meter över havet och antalet invånare är 87 305.
Terrängen runt Glyfáda är kuperad åt nordost, men åt sydväst är den platt. Havet är nära Glyfáda åt sydväst. Runt Glyfáda är det ganska tätbefolkat, med 239 invånare per kvadratkilometer. Närmaste större samhälle är Aten, 13,4 km norr om Glyfáda. Trakten runt Glyfáda består till största delen av jordbruksmark.